# Brama Rzeźnicza w Krakowie
Brama Rzeźnicza, pełna nazwa Brama Rzeźników na Gródku, znana także jako Brama na Gródku – zamurowana najstarsza brama średniowiecznego Krakowa, pochodząca z 1289 roku, była częścią fortyfikacji miejskich. Jedna z ośmiu krakowskich bram obronnych obok floriańskiej, sławkowskiej, grodzkiej, wiślnej, szewskiej, nowej, pobocznej. Obecnie była Brama Rzeźników jest drugim (po odcinku koło Bramy Floriańskiej) zachowanym elementem miejskich fortyfikacji, widocznym od strony Plant w fasadzie budynku klasztornego.

## Opis bramy
System obronny bramy miał wysuniętą szyję przed jej lico i był wzbogacony o dodatkową bramę z mostem zwodzonym przerzuconym nad fosą. Fragmenty murów obronnych miasta łącznie z Bramą Rzeźniczą wykorzystano do budowy klasztoru i kościoła. Do dzisiaj, od strony Plant, na klasztornym murze są zachowane fragmenty Bramy Rzeźniczej, stanowiącej obecnie część zabudowań klasztornych. Współcześnie w miejscu dawnej bramy widnieje wizerunek Matki Boskiej adorowanej przez św. Katarzynę i św. Dominika, którą w Krakowie zwykło się nazywać „Madonną Szwedzką”.

## Historia
W XIII i XIV wieku Kraków otoczono murem. Brama Na Gródku, o której źródła pisane wspominają od 1289 roku, była jedną z bram w murach obronnych. Przez bramę biegł trakt do Sandomierza i na Ruś. Brama wychodziła na dzisiejszą ulicę Westerplatte, usytuowana była w założeniu u wylotu ulicy Mikołajskiej. W XIV wieku, wylot ulicy Mikołajskiej został przesunięty bardziej na północ, a sama ulica nieco odgięta. Wówczas Brama na Gródku została zastąpiona Bramą Mikołajską. W XV wieku Brama Rzeźnicza została zamurowana. Gdy w 1626 roku przystąpiono do budowy klasztoru Sióstr Dominikanek od dawna już nie pełniła swojej roli.

## Galeria

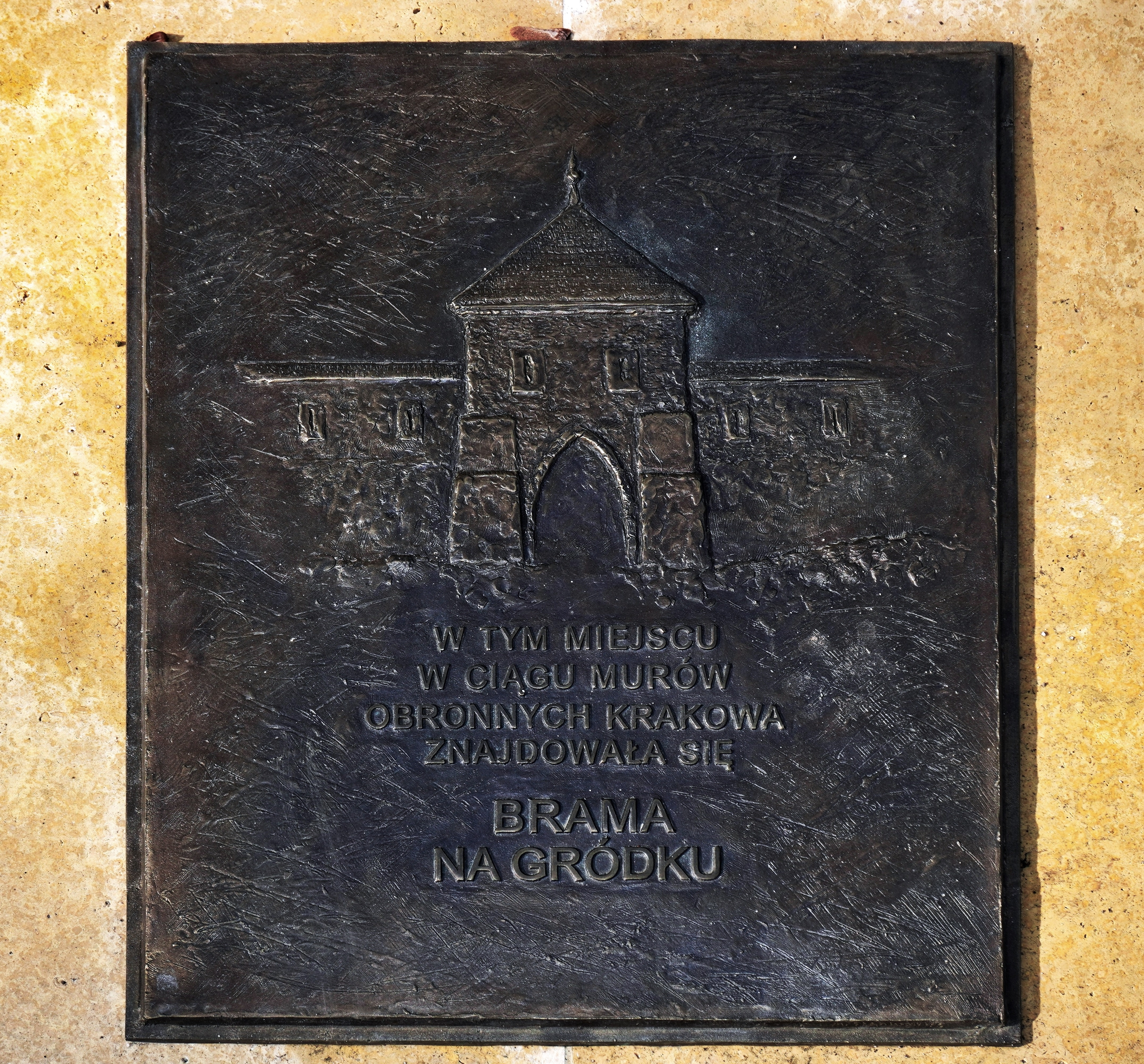
Tablica upamiętniająca Bramę Na Gródku